# Dinamic Software
Dinamic Software était un développeur et éditeur espagnol de jeux vidéo, qui émergea durant l'ère du 8bits avec le succès du ZX Spectrum. L'entreprise arrêta son activité en 1992 après sa fermeture pour cause de faillite. Un an plus tard, ses fondateurs ainsi que de nouveaux partenaires ouvraient Dinamic Multimedia, société dont le nom s'inspira de celui de Dinamic Software, mais dont elle était indépendante.

## Ludographie
- Abu Simbel, Profanation
- After The War
- AMC: Astro Marine Corps
- Army Moves
- Arquímedes XXI
- Artist
- Aspar GP Master
- Babaliba
- Bestial Warrior
- Bestial Warrior, Gunstick
- Bronx (juego)
- Buggy Ranger
- Camelot Warriors (1986, Amstrad CPC)
- Capitán Sevilla
- Cobra's Arc
- Comando Tracer/The Last Commando
- Cosmic Sheriff
- Don Quijote
- Dustin
- El Capitán Trueno
- Fernando Martín Basket Master
- Freddy Hardest
- Freddy Hardest 2 : In South Manhattan (published as Guardian Angel outside Spain)[1]
- Game Over
- Game Over II
- Hammer Boy
- Hundra
- La guerra de las vajillas
- Mapsnatch
- Megacorp
- Meganova
- Megaphoenix
- Lo mejor de Dinamic
- Míchel Fútbol Master Super Skills
- Narco Police
- Navy Moves
- Nonamed
- Olé toro
- Los pájaros de Bangkok
- Phantis (published as Game Over II outside Spain[2])
- Phantomas
- Phantomas 2
- Risky Woods (1992)
- Rocky
- Saimazoom
- Satan
- Simulador profesional de tenis
- Sgrizam
- Turbo Girl
- Videolimpic
- West Bank
- Yenght

## Source de la traduction
- (en) Cet article est partiellement ou en totalité issu de l’article de Wikipédia en anglais intitulé « Dinamic Software » (voir la liste des auteurs).